# Camil Mulleras i Garrós
Camil Mulleras i Garrós   (Olot, 7 de maig de 1844 - Barcelona, 22 de març de 1909) fou un industrial català.

## Biografia
Fill d'una família de fabricants i comerciants, originària del mas les Mulleras de Sant Joan les Fonts, va començar a treballar a l'edat de 13 anys amb una perseverança i intel·ligència tan grans que feu aviat fortuna pròpia, amb la qual va demostrar assíduament la seva filantropia.
Animat en les tasques caritatives per la seva esposa, el 1891 va pagar una barana de ferro per al presbiteri de l'església de la Mare de Déu del Tura, i l'any següent pagà també un enllosat de marbre per al citat presbiteri i, el 1895, l'enllosat hidràulic de la resta del santuari. Va ajudar la classe obrera i diverses institucions de beneficència, i morí a Barcelona el 22 de febrer del 1909.
En el testament que havia fet dos mesos abans del seu traspàs, deixà establerta la fundació benèfica olotina Premis Mulleras, que des d'aleshores i fins al 1970 (en què s'extingiren les donacions a causa del valor depreciatiu dels premis) suposaren la concessió de 1.200 pessetes anuals, repartides en deu premis destinats a beneficiar alumnes de les escoles municipals, aprenents d'arts i oficis, alumnes de l'Escola de Belles Arts, els obrers que tinguessin al seu càrrec familiars vells o incapacitats, i aquelles persones que posessin la seva vida en perill per tal de salvar la del proïsme.